# Serra de Vila-seca (Lladurs)
|  | Aquest article tracta sobre la Serra de Vila-seca a Lladurs. Vegeu-ne altres significats a «Serra de Vila-seca (Navès)». |

La Serra de Vila-seca és una serra situada al municipi de Lladurs (Solsonès), amb una elevació màxima de 1.327 metres.